# サッターズミル隕石
サッターズミル隕石（サッターズミルいんせき、英: Sutter's Mill meteorite）は、2012年4月22日にアメリカ・カリフォルニア州に落下した炭素質コンドライトである。一般的な炭素質コンドライトとは異なり、変成度合が様々な砕屑物が堆積し固着したレゴリス角礫岩（ブレッチャ）で、その中に細かい捕獲岩を含んでいる。地上に到達し回収された隕石としては、過去最高の速さで大気圏に突入した。隕石の落下から、最初の破片の回収までも非常に早かったため、太陽系研究において貴重な試料となっている。

## 経緯

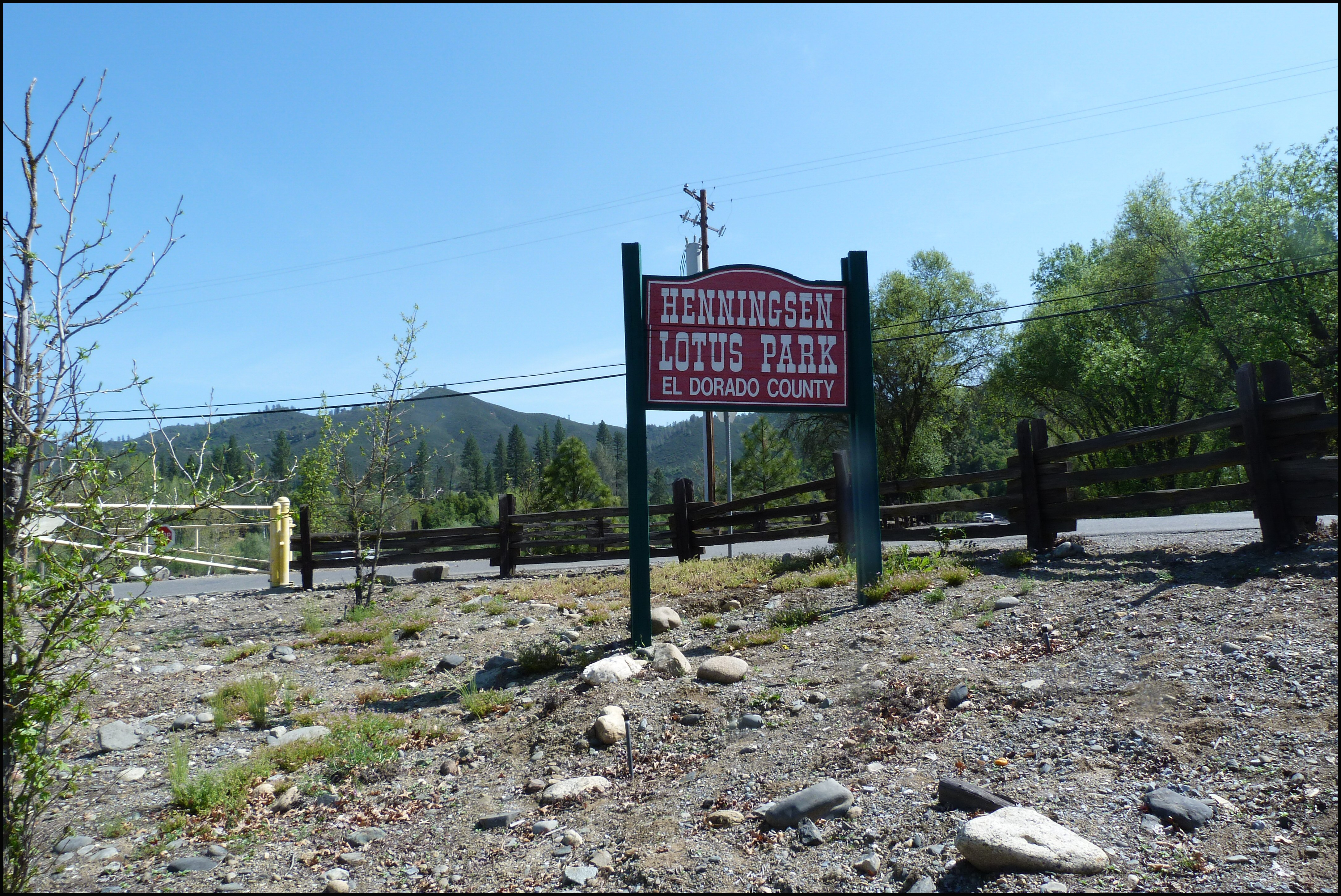
最初の隕石が発見された、カリフォルニア州ヘニングセン・ロータス・パーク。

2012年4月22日午前7時51分10秒から30秒（太平洋夏時間）にかけて、ネバダ州とカリフォルニア州で、日中でもみえる明るい火球が、東から西へ流れるのが目撃された。火球の爆発によって、タホ湖周辺の広い範囲で轟音が聞こえ、突風で車は揺れ家の窓はガタついた。周辺2ヶ所の監視局で超低周波音の衝撃が検出され、目撃者の中にも、火球の破裂音や風切り音を聞き、溶接のような臭気を感じた者が居た。米国立気候データセンターのドップラー気象レーダー観測網“NEXRAD”のビール空軍基地、カリフォルニア州サクラメント、ネバダ州リノのレーダーが、火球のドップラー偏移を捉えており、そのデータ分析から、流星の残骸がサッターズミルを中心に飛散していることが示された。
予想落下地点特定後の4月24日、カリフォルニア州コロマの西にあるヘニングセン・ロータス・パーク (Henningsen-Lotus Park) で、隕石ハンターのロバート・ウォード (Robert Ward) が最初の隕石片（重さ5.5グラム）を発見した。同日、SETI研究所／エイムズ研究センターの天文学者ピーター・ジェニスケンスが同じ公園の駐車場で2番目の隕石片を回収。この隕石片は重さ4グラムだが、自動車のタイヤに踏まれて砕けていた。続いて、隕石ハンターのブライアン・クック (Brien Cook) が3番目の隕石片を発見した。翌4月25日には、この一帯に大雨が降り、降雨にさらされる前に回収された隕石片はこの3つであった。
最初の降雨があった後も、隕石捜索は精力的に行われ、数ヶ月にわたり続けられた。大勢の有志が捜索に加わり、地元住民も協力して、私有地内の捜索も行われた。ジェニスケンスら科学者は、この隕石の捜索・分析に当たるための共同体を立ち上げる一方、コロマのマーシャル・ゴールド・ディスカヴァリー州立歴史公園に拠点を構え、収集された隕石候補の鑑定や、隕石の見分け方・回収方法の指南を行った。2012年11月27日までに回収された隕石片は90個、総重量992.5グラムに上る。
隕石片の中に、1848年にジェームズ・マーシャルが金を発見しカリフォルニア・ゴールドラッシュの震源地となった場所で、現在州立歴史公園内に位置するサッターズミルで回収されたものがあることから、これらの隕石は「サッターズミル隕石」と名付けられている。ジェニスケンスらは回収された隕石片に対し、「サッターズミル」の頭文字をとった“SM”に、回収順の番号を付与し、回収地点の位置情報と共に整理して、サッターズミル隕石共同体のウェブページに記録している。

## 特徴

### 物理的特徴
包括的核実験禁止条約機関準備委員会が整備した国際監視制度によって設置された、カリフォルニア州ピニョン・フラット (Piñon Flat) とワシントン州ニューポートの超低周波音観測所が捉えた信号から、サッターズミルの火球によって解放されたエネルギーは、TNT換算でおよそ4キロトンと推定された。
サッターズミルの火球は、リノで流星痕がはっきりと写った写真が撮影され、タホ湖などで撮影された動画と合わせて、爆発した高度と落下速度が計算され、爆発した高度はおよそ48キロメートル、大気圏突入の速さは秒速約28.6キロメートルと求められた。これらはいずれも記録的な高さで、特に速さは隕石が回収された流星として記録に残るものでは最も速いものであった。大気圏突入前の流星体の大きさは、直径3メートル程度と見積もられている。
大気中での軌道から、大気圏突入前の流星体の軌道を推定すると、木星族彗星と同じような軌道をとって飛来したと考えられる。また、母天体は木星と3:1の共鳴軌道に近い軌道を公転していたとみられる。流星体の軌道は、おうし座流星群の流星物質の軌道と整合し、おうし座流星群の母天体であるエンケ彗星が、サッターズミル隕石の母天体でもある可能性が取り沙汰されているが、化学的に両者が結び付く証拠はみつかっていない。
隕石中に含まれる希ガスの同位体分析や、宇宙線生成放射性核種の組成分析から、サッターズミル隕石の流星体は、母天体を離脱して5万年から9万年程経過しているとみられ、これは、サッターズミル隕石に化学グループが最も近いCMコンドライトの宇宙線照射年代とすれば特に短いものの一つである。

### 岩石学・鉱物学的特徴
サッターズミル隕石は、最初の破片が回収されて間もなく、外観から炭素質コンドライトと判断された。試料の分析が始まると、その中でも珍しい化学グループCM（ミゲイ隕石型）のコンドライトであり、変成を受けていない太陽系黎明期の物質が、多く含まれていることが示された。更に、多くの隕石片が回収されるにつれて、サッターズミル隕石がただのCM炭素質コンドライトではないことが明らかになった。隕石片によって、水質変成や熱変成の度合いが様々であり、二つと同じものがなく、CMでないコンドライトも含まれていた。このことからサッターズミル隕石は、異なる分類の小惑星が衝突によって破壊され、砕けた細粒が母天体上で堆積し、続成作用で固結してできたレゴリス角礫岩（ブレッチャ）と考えられる。

#### 角礫岩化
降雨前に回収された試料の中にみられた捕獲岩には、珍しいオルダム鉱（硫化カルシウム鉱物）の結晶がみつかっている。オルダム鉱は、呼気の水分でさえ消滅しかねない、とても反応しやすい物質で、それまで炭素質コンドライトから検出された例はなかった。これは、過去の天体衝突の際に、エンスタタイト・コンドライトとの衝突があって取り込まれたものとみられる。また、サッターズミル隕石の中からは、ダイヤモンドとみられる比較的大きな粒子もみつかっている。アミノ酸やオルダム鉱、そしてダイヤモンドと形成される環境が明らかに異なる物質の混在は、サッターズミル隕石が複雑な過程を経てきた証拠といえる。
別の鉱物学的特徴からも、角礫岩化の特徴が示される。希ガス同位体の分析から推定した熱変成の温度は摂氏350度以下なのに対し、Fe-Ni金属にニッケル過剰なものがみられることからは摂氏500度以上に加熱されたことが示唆される。これは、異なる過程を経た岩石の貼り合わせが起きたことの証拠とみられる。また、隕石のかなりの部分を占める粘土状（非晶質）物質の熱重量測定分析によれば、粘土状物質は部分的に脱水されていることが示され、これも母天体で摂氏500度くらいまで加熱されたことを示唆する。このように、分析手法や、分析対象となる隕石片の違いで、熱変成の温度にも違いがみられることから、異なる熱変成過程を経た岩石が貼り合わされたと考えられる。
更に、赤外線顕微鏡写真で有機物の空間分布を調べると、ケイ酸塩に対する脂肪族化合物の分布が隕石片によって異なり、鉱物の赤外線スペクトルを調べると、隕石片ごと、また隕石内の粒子ごとにも異なる特徴を示し、特にコンドリュールの主な成分であるカンラン石の成分が、隕石片によって非常に強いものと弱いものとがあるため、異なる過程を経た岩石が混ざっているのは確実とみられる。

#### 形成年代
サッターズミル隕石片でドロマイト岩脈の断面を分析したところ、サッターズミル隕石中のドロマイトの水質変成は、その場所、つまり母天体の形成初期に天体内で起きたもので、原始太陽系星雲で起きたものではないことが示唆される。また、ドロマイト粒子中のマンガン同位体の放射性崩壊を利用したマンガン・クロム年代測定によると、サッターズミル隕石中のドロマイト形成年代は、太陽系誕生からおよそ240万から500万年後と推定され、これはほかのCMコンドライトの炭酸塩を調べて報告された年代と整合する。

### 化学的特徴
始原的な炭素質コンドライトであるサッターズミル隕石は、太陽系誕生時、或いはそれ以前の様相をとどめる化学的特徴を示す。
原始太陽系星雲の時代に取り込まれたとみられるアルゴン、クリプトン、キセノンなどの希ガスの濃度は、ほかのCM炭素質コンドライトのものとよく一致している。また、クロム同位体の54Crは、地球における同位体比と比較して明らかな超過を示し、その度合は代表的なCM2コンドライトであるマーチソン隕石とよく似ていて、サッターズミル隕石もマーチソン隕石も、その母天体は原始太陽系星雲の中で同じ前駆物質から形成されたのではないかと考えられる。一方で、サッターズミル隕石に独特の特徴もあり、54Crのケイ酸塩相における超過は、マーチソン隕石の倍近い高さである。
また、太陽系形成前から存在するプレソーラー粒子も同定されており、炭素同位体異常をもつ粒子が37、酸素同位体異常をもつ粒子が1つ、みつかっている。炭素質の粒子は多くが炭化ケイ素 (SiC) で、酸素質の粒子は酸化アルミニウム (Al2O3) であった。一方、ケイ酸塩のプレソーラー粒子はみつかっておらず、母天体の中で水質変成を受けたとみられる。

#### 有機物
多くの始原的太陽系物質中に認められる不溶性有機物からなるナノサイズ球体、有機ナノグロビュールが、サッターズミル隕石からも検出されている。炭素X線吸収端近傍構造スペクトルの分析から、有機ナノグロビュールにおける不溶性有機物の組成を調べると、ほかのCMコンドライトにみられるものと似ていた。一方、透過型電子顕微鏡で構造を調べると、サッターズミル隕石の有機ナノグロビュールは、無水鉱物マトリックス（隙間を充填する膠結物質）の中でだけ観察され、ほとんどの有機ナノグロビュールにみられる空洞がないものが多かった。これは、母天体上であまり変成を受けずに保存されていたものと考えられる。
また、熱水処理によって不溶性有機物から可溶性・水溶性の有機化合物分子を抽出したところ、酸素を含む芳香族化合物に加え、それまで隕石からはみつかったことがなかった複雑なアルキルカルボン酸などが検出された。熱水処理は、火口・熱水噴出孔や衝突クレーターといった地球初期の極限環境を疑似的に再現する過程でもあり、それを通じて複雑かつ多様な有機物が得られたことは、地球における有機分子の進化に、炭素質隕石の降着がそれまで考えられていたよりもはるかに大きな恩恵をもたらした可能性を示す。同様にして、ジカルボン酸を探したところ、炭素が鎖状に3つから14個つながった分子が検出された。但し、集積率は低く、全て1グラム当たり10ナノモル未満である。これらの分子の分布は、無生物由来であることを示し、マーチソン隕石や、サッターズミル隕石と同様無垢で分類の難しい炭素質コンドライトであるタギシュ・レイク隕石などとは全く異なる。

## 意義
サッターズミル隕石は、気象レーダーに目撃情報、地震計などのデータを組み合わせ、落下から数時間でおおよその落下地点が特定され、落下から2日という早さで最初の隕石片が回収された。科学者による共同体の立ち上げや、回収された試料の科学分析の用意も迅速であり、また、その後数ヶ月続いた回収活動において有志、地元住民との協力がうまくいった。これらの一連の過程は、隕石の落下に際しての対応として、その時点で最も理想的といえるもので、後の隕石回収において手本となるものであった。同様の手法を世界中で適用することができれば、科学的に価値の高い、地球環境による汚染の少ない隕石の試料を大幅に増やすことができ、たいへん有益である。
サッターズミル隕石は、落下から最初の隕石片回収までが早く、数ヶ月にわたり回収が続けられたため、地球環境による試料の汚染度合にも多様性があり、隕石本来の性質を知る上で、地球環境による汚染がいかに深刻で、迅速な回収が重要かを改めて証明するものになっている。一度も雨水に曝されていない試料と、雨水に曝された試料を比較すると、アミノ酸の光学異性体比や、細菌の影響、あるいはレニウム-オスミウム比などに、明らかな差異がみられ、雨水の影響の大きさを示す。一方で、一部のタンパク質構成アミノ酸における光学異性体比は、降雨前に回収された試料であっても、地球のアミノ酸による汚染は受けていることを示している。
サッターズミル隕石のような炭素質コンドライトの由来となるC型小惑星は、小惑星探査機はやぶさ2やOSIRIS-RExがサンプルリターンの目標とする小惑星と同種であり、サッターズミル隕石はこれらの探査機が持ち帰る試料について事前に垣間見ることができ、実際に持ち帰った試料の分析に備えるための、格好の素材となっている。

## 標本
回収された隕石標本のうち主なものは、エイムズ研究センター、アリゾナ州立大学、フィールド自然史博物館、アリゾナ大学月惑星研究所、ニューメキシコ大学などが保管している。

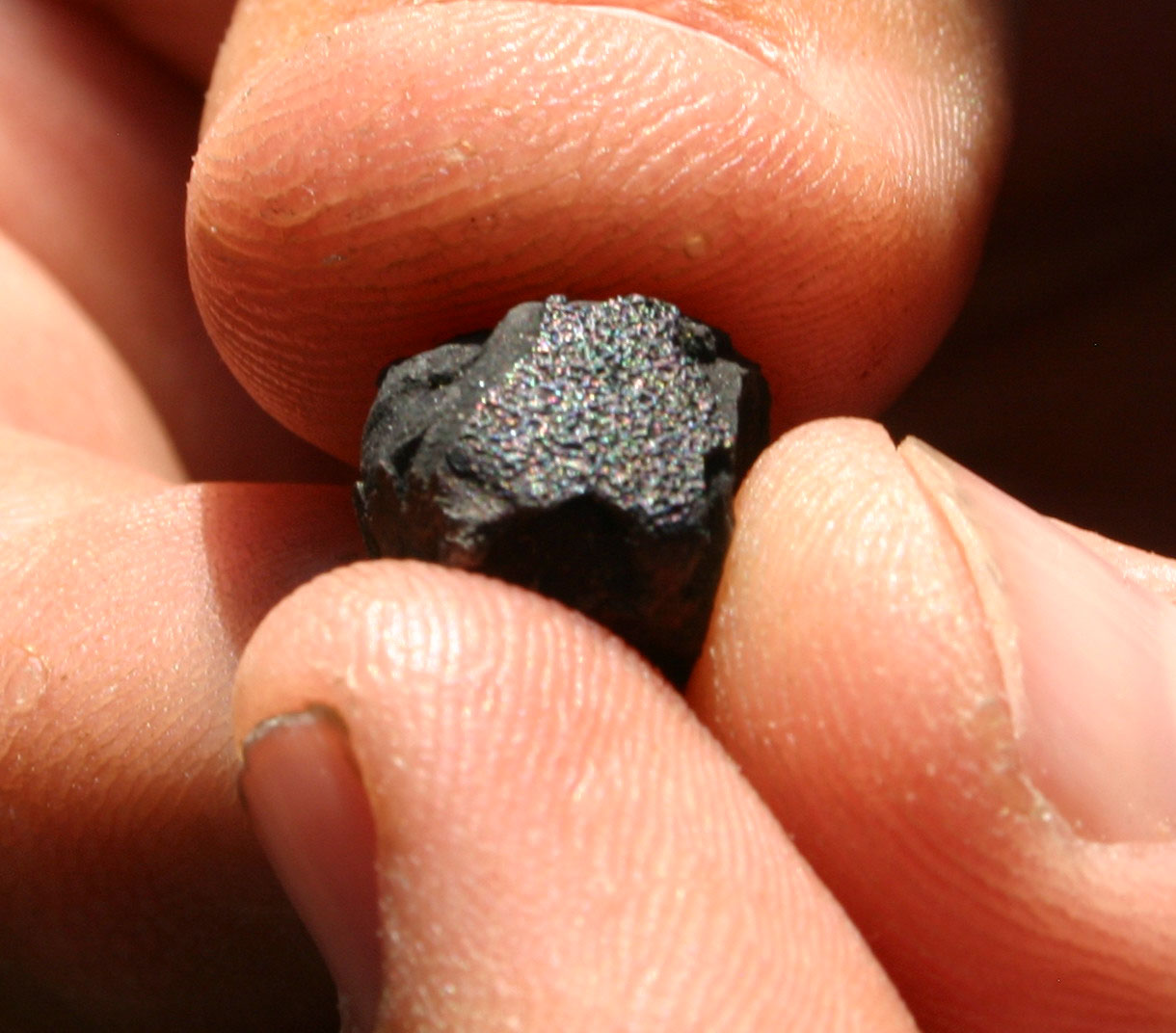
サッターズミル隕石の破片の一つSM39（重さ2.5グラム）
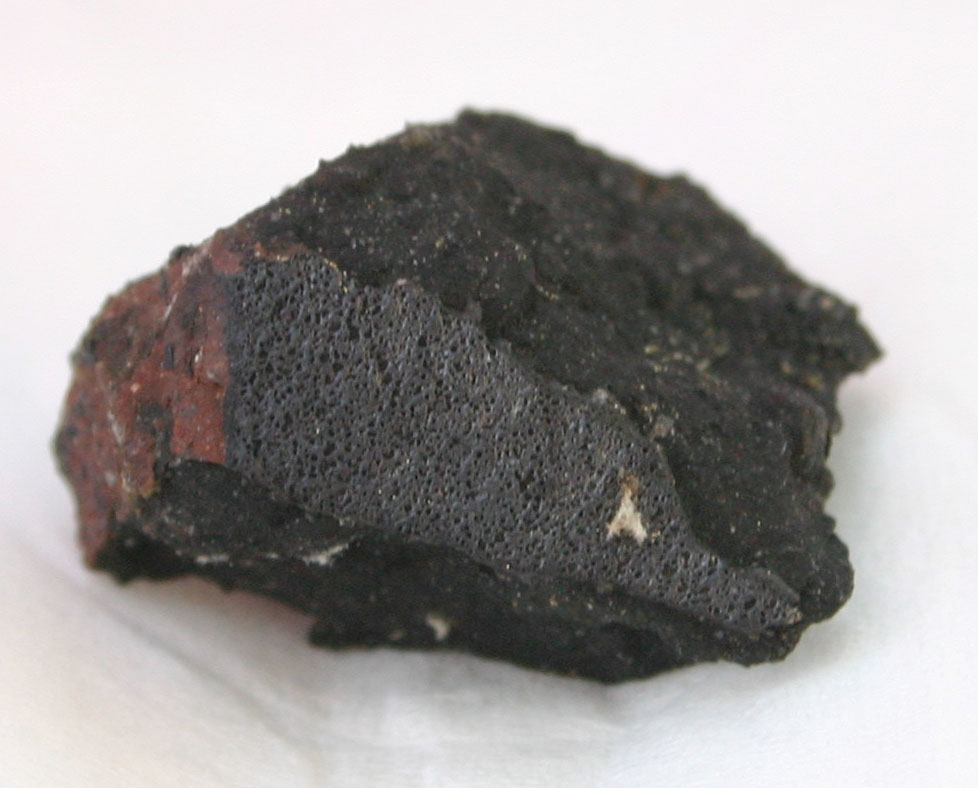
サッターズミル隕石の破片の一つSM49（重さ5.9グラム）
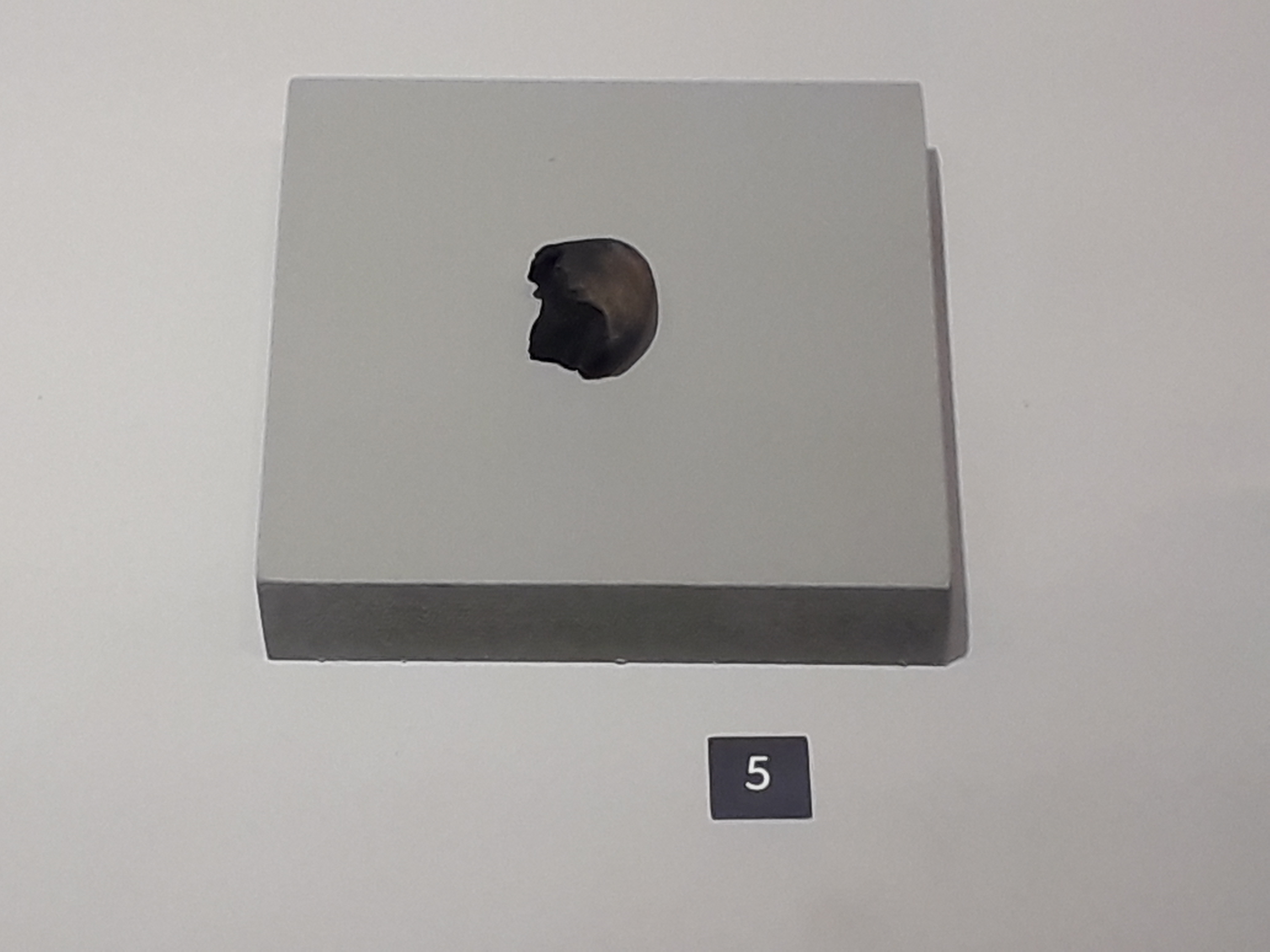
パリの国立自然史博物館の企画展で2017年10月から2018年6月まで展示されたサッターズミル隕石の破片。